# Barrage de Jatiluhur
Le barrage de Jatiluhur se trouve sur le cours du fleuve Citarum, dans l'île indonésienne de Java. Mis en service en 1967 après 9 ans de travaux, il peut produire 186,5 MW. Il s’agit d’un barrage-poids à noyau en argile et enrochements. C’est une technique millénaire qui a connu une nouvelle expansion au XXe siècle grâce aux développements du matériel lourd de terrassement et de la mécanique des sols.
Construit par la Compagnie française d'entreprises sous le contrôle du bureau d'ingénierie Coyne et Bellier, il s’élève à une hauteur de 105 mètres, ce qui en faisait, à l’époque, le plus haut barrage d'Asie du Sud-Est. Sa structure se compose de 9,1 millions de m³ de remblai et de 420 000 m3 d’ouvrages en béton constituant la tour noyée dans le remblai où se logent l'ensemble de la centrale hydro-électrique, ainsi que le déversoir et l'évacuation par la base des eaux turbinées. À titre indicatif, le plus gros barrage-poids de France est celui de Serre-Ponçon, qui retient plus d’un milliard de mètres cubes d’eau.
Ce barrage retient trois milliards de m³ d’eau douce, ce qui en fait l’une des plus grandes retenues au monde. Cette eau est utilisée pour la production d’électricité (6 turbines installées par l'entreprise Neyrpic de Grenoble), l’alimentation en eau de Jakarta (à 100 km de là) et l’irrigation de 240 000 hectares de rizières.

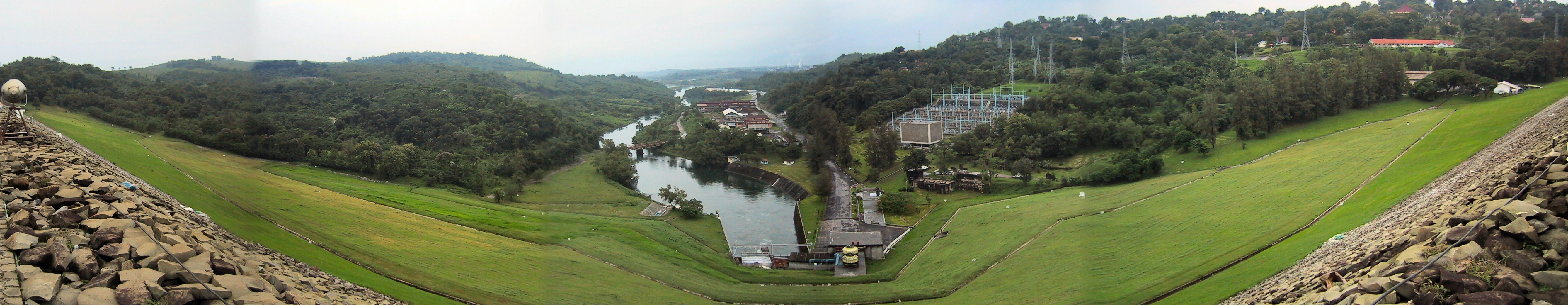
Panorama aval à partir du barrage.